# Remzi Oğuz Arık
Remzi Oğuz Arık (* 15. Juli 1899 in Kabaktepe, Kozan; gestorben 3. April 1954) war ein türkischer Archäologe und Politiker.

## Leben
Remzi Oğuz Arık wurde 1899 im Dorf Kabaktepe des Landkreises Kozan in der Provinz Adana als Sohn von Mehmed Ferid Bey geboren. Dort erhielt er seine Grundschulbildung. Mit der Familie zog er nach Selanik und 1913 nach Istanbul, wo er eine Lehrerausbildung absolvierte. Nach der Teilnahme am Ersten Weltkrieg lehrte er am Galatasaray-Gymnasium in Istanbul. Danach begann er ein Studium an der Fakultät für Literatur der Universität Istanbul und studierte anschließend an der Sorbonne in Paris Archäologie und Kunstgeschichte. Nach Abschluss der Ausbildung kehrte er 1931 nach Istanbul zurück, wo er Aufgaben am Archäologischen Museum Istanbul wahrnahm. Danach war er an Ausgrabungen am Göllüdağ, in Alaca Höyük (mit Hâmit Zübeyir Koşay), Çankırı Kapı (Ankara), Hacılar, Bitik und Alaettintepe (Konya) beteiligt, worüber er auch zum Teil Grabungsberichte veröffentlichte. 1939 wurde er Professor für Archäologie an der Fakultät für Sprachwissenschaften, Geschichte und Geographie der Universität Istanbul.
1950 wurde er Abgeordneter der DP für Seyhan in der Großen Nationalversammlung. 1952 trat er aus der DP aus und der neugegründeten Bauernpartei (Türkiye Köylü Partisi) bei, deren Vorsitzender er wurde. Am 3. April 1954 kam er bei einem Flugzeugabsturz auf der Strecke von Adana nach Ankara ums Leben.

## Schriften
- Türkiyede 1935 yılındakı Arkeoloji isleri. Millî eğitim basımevi, Istanbul 1936.
- Les fouilles d’Alaca Höyük entreprises par la Société d’histoire turque. Rapport préliminaire sur les travaux en 1935. Ankara 1937
- Halkevlerinde müze, tarih ve folklor çalişmalari kilavuzu. Ankara 1946
- Turuva kilavuzu. Millî eğitim basımevi, Istanbul 1953.
- L’histoire et l’organisation des musées turcs. Millî eğitim basımevi, Istanbul 1953.
- Coǧrafydan vatana. Yeni Matbaa, Ankara 1956